# Neoplocaederus ruficornis
Neoplocaederus ruficornis är en skalbaggsart som först beskrevs av Newman 1842.  Neoplocaederus ruficornis ingår i släktet Neoplocaederus och familjen långhorningar.
Artens utbredningsområde är:
- Laos.
- Filippinerna.

Inga underarter finns listade i Catalogue of Life.